# Edward Cavendish, X duca di Devonshire
Edward William Spencer Cavendish, X duca di Devonshire (Chatsworth, 6 maggio 1895 – Eastbourne, 26 novembre 1950), è stato un nobile britannico.

## Biografia

### Infanzia

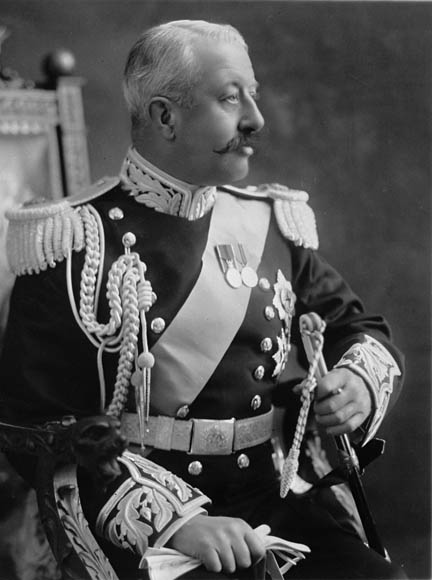
Victor Cavendish, IX duca di Devonshire in una fotografia d'epoca

Edward Spencer William Cavendish nacque nella parrocchia di San Giorgio in Oriente da Victor Cavendish, IX duca di Devonshire. Fu proprietario di Chatsworth House, e uno dei più grandi proprietari terrieri privati, sia nel Regno Unito che nella Repubblica d'Irlanda.

### Carriera
Edward fu un membro del Parlamento per la West Derbyshire e fu ministro del governo di Winston Churchill in tempo di guerra.
Fu rettore dell'Università di Leeds dal 1938 fino alla sua morte nel 1950. Era un massone e fu Gran Maestro della Gran Loggia Unita d'Inghilterra.

### Matrimonio

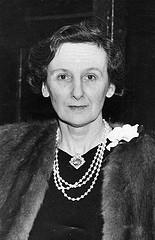
Lady Mary Alice Gascoyne-Cecil

Nel 1917 sposò Lady Mary Alice Gascoyne-Cecil, dalla quale ebbe cinque figli.

### Morte

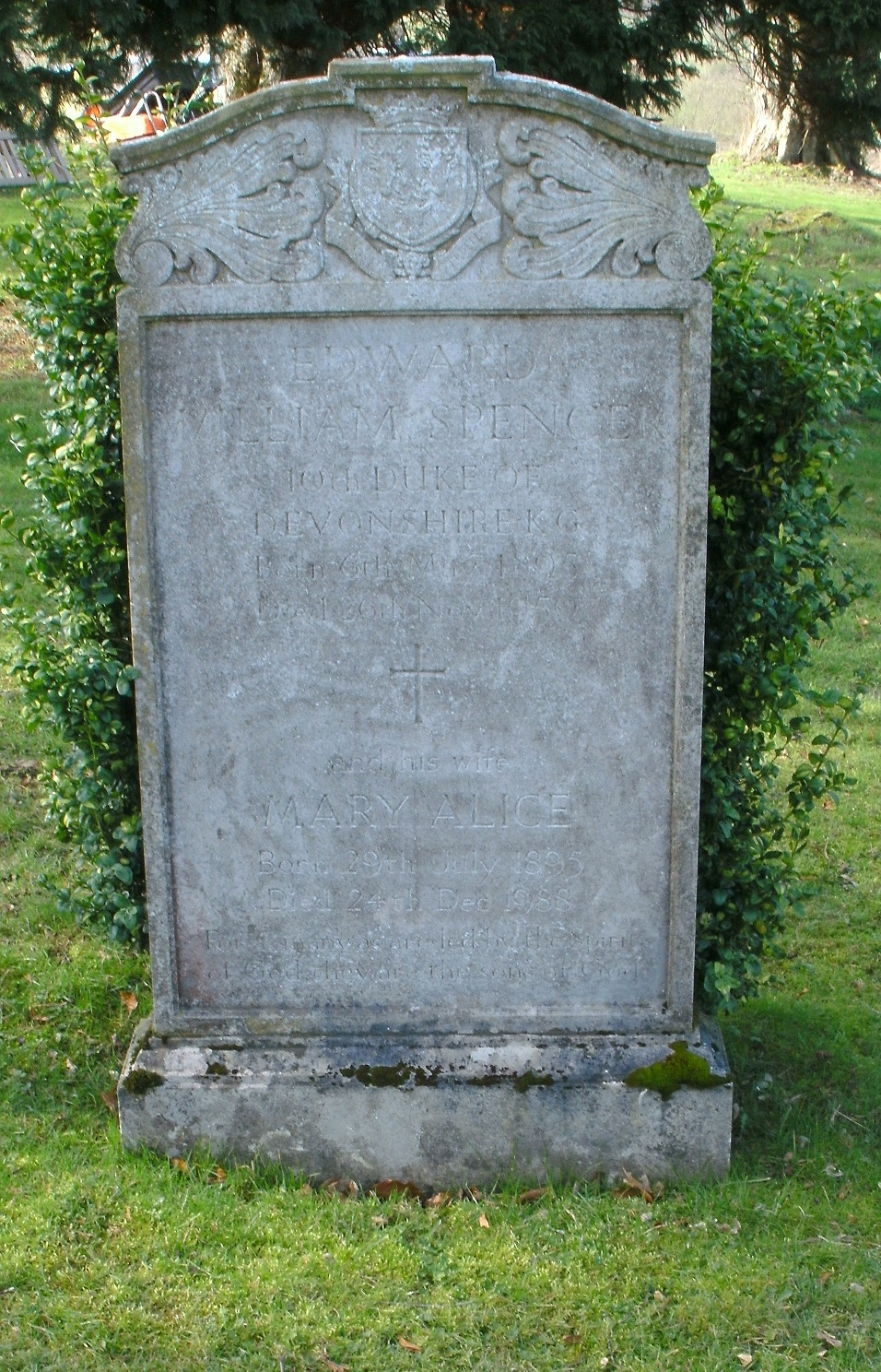
La tomba del Duca di Devonshire al St Peter's Churchyard di Edensor

Il 26 novembre 1950, subì un attacco di cuore e morì a Eastbourne, forse avvelenato dal suo medico John Bodkin Adams, sospetto serial killer.

## Discendenza
Dal matrimonio tra Lord Cavendish e Lady Mary Alice Gascoyne-Cecil nacquero:
- William Cavendish, marchese di Hartington (1917-1944), ucciso in azione nella seconda guerra mondiale, sposò Kathleen Agnes Kennedy, sorella di John Fitzgerald Kennedy;
- Andrew Cavendish, XI duca di Devonshire (1920-2004), marchese di Hartington e poi undicesimo duca di Devonshire, sposò Deborah Mitford;
- Lady Mary Cavendish (6 novembre 1922 - 17 novembre 1922);
- Lady Elizabeth Georgiana Cavendish Alice (n. 24 aprile 1926);
- Lady Anne Evelyn Beatrice Cavendish (1927 - 2010), sposò Michael Tree Lambert.

## Ascendenza
|                                                     |                                                       |                                                        | Genitori                                       |  |  | Nonni |  |  | Bisnonni                                     |  |  | Trisnonni             |  |
|                                                     |                                                       |                                                        |                                                |  |  |       |  |  | 8. William Cavendish, VII duca di Devonshire |  |  | 16. William Cavendish |  |
|                                                     |                                                       |                                                        |                                                |  |  |       |  |  | 8. William Cavendish, VII duca di Devonshire |  |  | 16. William Cavendish |  |
|                                                     |                                                       | 17. Charlotte Boyle                                    |                                                |  |  |       |  |  | 8. William Cavendish, VII duca di Devonshire |  |  |                       |  |
| 4. Edward Cavendish                                 |                                                       |                                                        |                                                |  |  |       |  |  | 8. William Cavendish, VII duca di Devonshire |  |  |                       |  |
|                                                     |                                                       | 9. Blanche Howard                                      | 18. George Howard, VI conte di Carlisle        |  |  |       |  |  |                                              |  |  |                       |  |
|                                                     |                                                       | 9. Blanche Howard                                      | 18. George Howard, VI conte di Carlisle        |  |  |       |  |  |                                              |  |  |                       |  |
|                                                     |                                                       | 9. Blanche Howard                                      | 19. Georgiana Cavendish                        |  |  |       |  |  |                                              |  |  |                       |  |
| 2. Victor Cavendish, IX duca di Devonshire          |                                                       | 9. Blanche Howard                                      |                                                |  |  |       |  |  |                                              |  |  |                       |  |
|                                                     |                                                       | 10. William Lascelles                                  | 20. Henry Lascelles, II conte di Harewood      |  |  |       |  |  |                                              |  |  |                       |  |
|                                                     |                                                       | 10. William Lascelles                                  | 20. Henry Lascelles, II conte di Harewood      |  |  |       |  |  |                                              |  |  |                       |  |
|                                                     |                                                       | 10. William Lascelles                                  | 21. Henrietta Sebright                         |  |  |       |  |  |                                              |  |  |                       |  |
| 5. Emma Lascelles                                   |                                                       | 10. William Lascelles                                  |                                                |  |  |       |  |  |                                              |  |  |                       |  |
|                                                     |                                                       | 11. Caroline Georgiana Howard                          | 22. George Howard, VI conte di Carlisle (= 18) |  |  |       |  |  |                                              |  |  |                       |  |
|                                                     |                                                       | 11. Caroline Georgiana Howard                          | 22. George Howard, VI conte di Carlisle (= 18) |  |  |       |  |  |                                              |  |  |                       |  |
|                                                     |                                                       | 11. Caroline Georgiana Howard                          | 23. Georgiana Cavendish (= 19)                 |  |  |       |  |  |                                              |  |  |                       |  |
| 1. Edward Cavendish, X duca di Devonshire           |                                                       | 11. Caroline Georgiana Howard                          |                                                |  |  |       |  |  |                                              |  |  |                       |  |
|                                                     | 12. Henry Petty-FitzMaurice, IV marchese di Lansdowne | 24. Henry Petty-Fitzmaurice, III marchese di Lansdowne |                                                |  |  |       |  |  |                                              |  |  |                       |  |
|                                                     | 12. Henry Petty-FitzMaurice, IV marchese di Lansdowne | 24. Henry Petty-Fitzmaurice, III marchese di Lansdowne |                                                |  |  |       |  |  |                                              |  |  |                       |  |
|                                                     | 12. Henry Petty-FitzMaurice, IV marchese di Lansdowne | 25. Louisa Fox-Strangways                              |                                                |  |  |       |  |  |                                              |  |  |                       |  |
| 6. Henry Petty-Fitzmaurice, V marchese di Lansdowne | 12. Henry Petty-FitzMaurice, IV marchese di Lansdowne |                                                        |                                                |  |  |       |  |  |                                              |  |  |                       |  |
|                                                     |                                                       | 13. Emily Petty-FitzMaurice, marchesa di Lansdowne     | 26. Charles Joseph, conte de Flahaut           |  |  |       |  |  |                                              |  |  |                       |  |
|                                                     |                                                       | 13. Emily Petty-FitzMaurice, marchesa di Lansdowne     | 26. Charles Joseph, conte de Flahaut           |  |  |       |  |  |                                              |  |  |                       |  |
|                                                     |                                                       | 13. Emily Petty-FitzMaurice, marchesa di Lansdowne     | 27. Margaret Mercer Elphinstone                |  |  |       |  |  |                                              |  |  |                       |  |
| 3. Evelyn FitzMaurice                               |                                                       | 13. Emily Petty-FitzMaurice, marchesa di Lansdowne     |                                                |  |  |       |  |  |                                              |  |  |                       |  |
|                                                     |                                                       | 14. James Hamilton, I duca di Abercorn                 | 28. James Hamilton, visconte Hamilton          |  |  |       |  |  |                                              |  |  |                       |  |
|                                                     |                                                       | 14. James Hamilton, I duca di Abercorn                 | 28. James Hamilton, visconte Hamilton          |  |  |       |  |  |                                              |  |  |                       |  |
|                                                     |                                                       | 14. James Hamilton, I duca di Abercorn                 | 29. Harriet Douglas                            |  |  |       |  |  |                                              |  |  |                       |  |
| 7. Maud Hamilton                                    |                                                       | 14. James Hamilton, I duca di Abercorn                 |                                                |  |  |       |  |  |                                              |  |  |                       |  |
|                                                     |                                                       | 15. Louisa Jane Russell                                | 30. John Russell, VI duca di Bedford           |  |  |       |  |  |                                              |  |  |                       |  |
|                                                     |                                                       | 15. Louisa Jane Russell                                | 30. John Russell, VI duca di Bedford           |  |  |       |  |  |                                              |  |  |                       |  |
|                                                     |                                                       | 15. Louisa Jane Russell                                | 31. Georgiana Gordon                           |  |  |       |  |  |                                              |  |  |                       |  |
|                                                     |                                                       | 15. Louisa Jane Russell                                |                                                |  |  |       |  |  |                                              |  |  |                       |  |